# لیسیدین (نوکلئوزید)
لیسیدین (نوکلئوزید) (به انگلیسی: Lysidine (nucleoside)) با فرمول شیمیایی C۱۵H۲۵N۵O۶ یک ترکیب شیمیایی با شناسه پاب‌کم ۴۴۱۲۴۱۴۹ است. که جرم مولی آن ۳۷۱٫۳۹ g/mol می‌باشد.